# Willesden Green (Metropolitano de Londres)
Willesden Green é uma estação do Metrô de Londres na Walm Lane, em Willesden. É atendida pela linha Jubilee e fica entre as estações Dollis Hill e Kilburn. Os trens da linha Metropolitan também passam pela estação, mas não param nela. A estação fica na Zona 2 e na Zona 3 do Travelcard.

## História

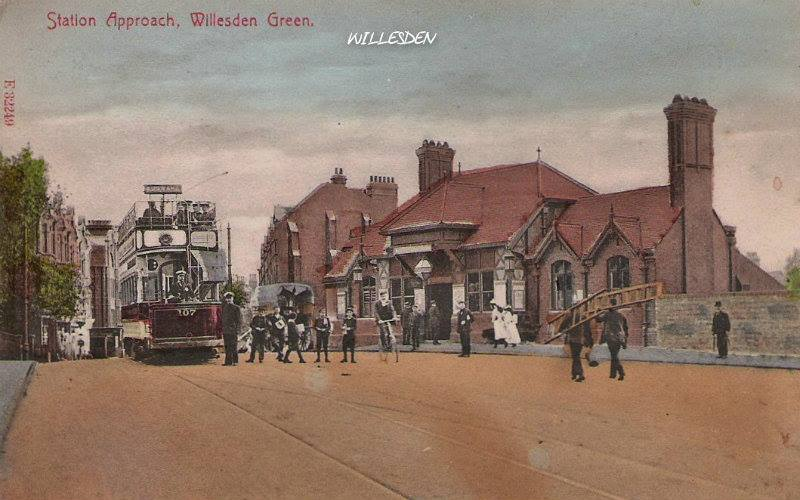
A estação Willesden Green original

A estação original foi inaugurada em 24 de novembro de 1879 na Metropolitan Railway (mais tarde a linha Metropolitan ). De 1894 a 1938, a estação era conhecida como Willesden Green and Cricklewood. A partir de 20 de novembro de 1939, também serviu o ramal Stanmore da linha Bakerloo, com os serviços Met sendo retirados no ano seguinte. Foi transferido para a linha Jubilee em 1979. Um túnel de conexão na estação Embankment mostra erroneamente Willesden Green como parte da linha Bakerloo, como resultado de um erro de digitação que deveria dizer Willesden Junction; isso pode ser encontrado em um mapa impresso na parede da estação Embankment.
Os novos edifícios da estação principal, que datam da reconstrução de 1925, são belos exemplos do trabalho de Charles Walter Clark, arquiteto da Metropolitan Railway, que usou esse estilo de faiança de mármore branco para várias estações da área "central". O relógio em formato de diamante também é uma marca registrada de seu estilo. O interior da bilheteria mantém grande parte das raras tesselas verdes originais e foi um dos motivos que levaram a estação a ser classificada como Edifício Listado de Grau II em dezembro de 2006.
Willesden Green é uma das poucas estações na seção sul da antiga linha Metropolitan principal que ainda mantém seus edifícios de plataforma originais intactos e sua arquitetura é típica de uma estação que atende uma cidade de médio porte; Baker Street e Neasden são as outras estações que mantêm seus edifícios de plataforma intactos. A linha entre Finchley Road e Harrow-on-the-Hill foi quadruplicada entre 1914 e 1916, e muitas estações intermediárias tiveram que ser reconstruídas para permitir a construção das linhas rápidas.
Um pátio de mercadorias, que foi usado até 1966, estava localizado ao norte da estação. A partir de 1933, quando a London Passenger Transport Board (LPTB) assumiu o serviço, os trens do norte seriam operados pela LNER até o Pátio de Neasden, de onde seriam transportados pelas locomotivas a vapor da LPTB até Willesden.
Do início de outubro de 2022 a setembro de 2023, esta estação foi usada para testar uma inteligência artificial que detectaria eventos como evasão de tarifas, comportamento antissocial e pessoas feridas. Isto foi feito através da instalação de um dispositivo de processamento que tinha acesso às câmeras de CFTV presentes na estação.

## Serviços
Há trens frequentes da linha Jubilee em Willesden Green. Os trens da linha Jubilee que seguem para o sul terminam em North Greenwich ou Stratford. Anteriormente, atendia Charing Cross até 1999, quando a extensão da linha Jubilee isolou a estação do restante da linha. Aqueles que seguem para o norte devem desembarcar aqui, em Wembley Park ou em Stanmore. Willesden Green também faz parte do Night Tube, que funciona durante a noite, nas sextas e sábados.
A estação ainda possui plataformas laterais para a linha Metropolitan, mas estas não são utilizadas regularmente e são utilizadas apenas quando a linha Jubilee não está servindo a estação devido a obras de engenharia planejadas ou interrupção severa do serviço.

## Conexões
As linhas de ônibus de Londres 260, 266 e 460 atendem a estação.

## Galeria

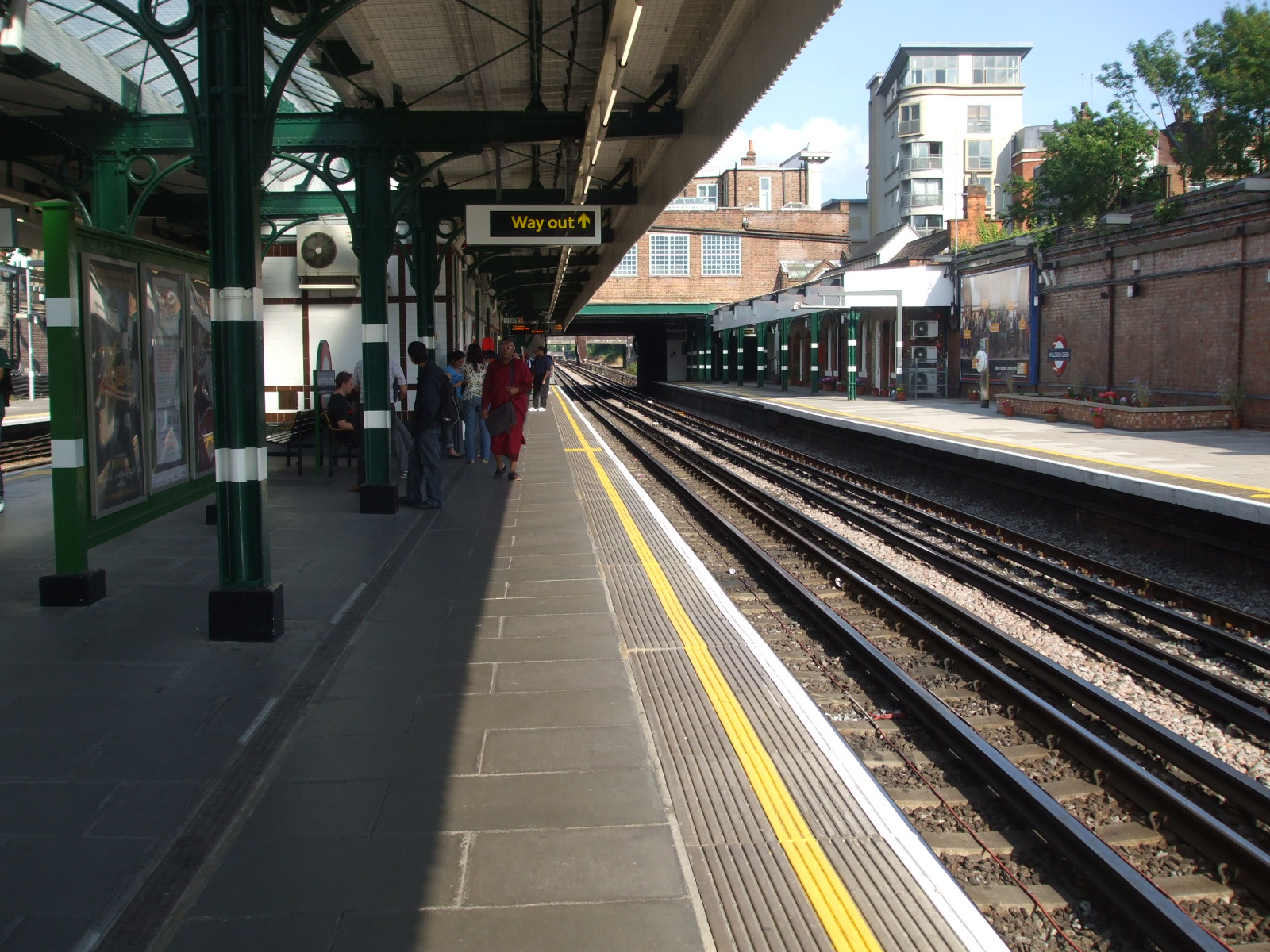
Plataforma da linha Jubilee em direção ao norte, olhando para o sul
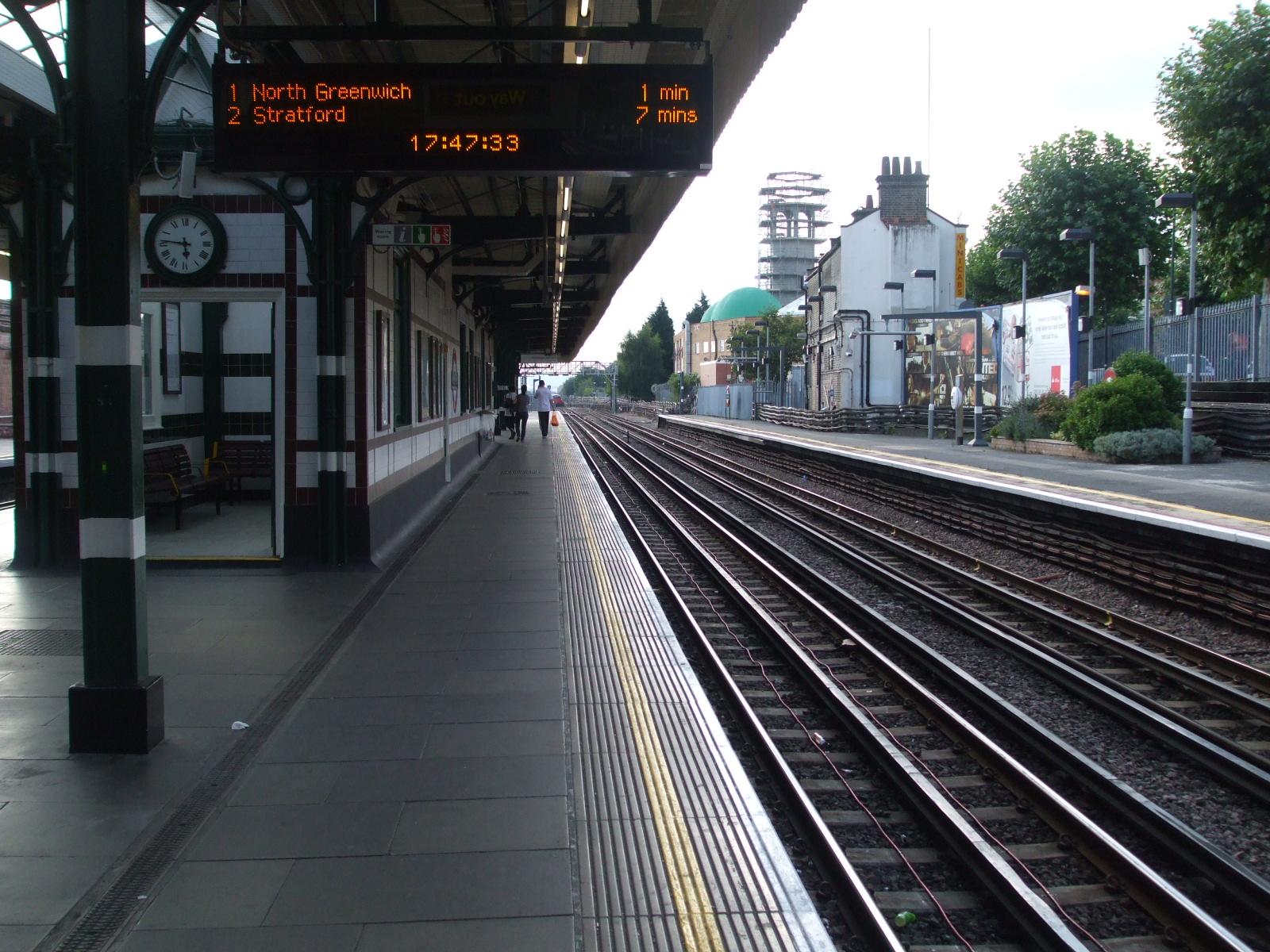
Plataforma da linha Jubilee em direção ao sul, olhando para o norte
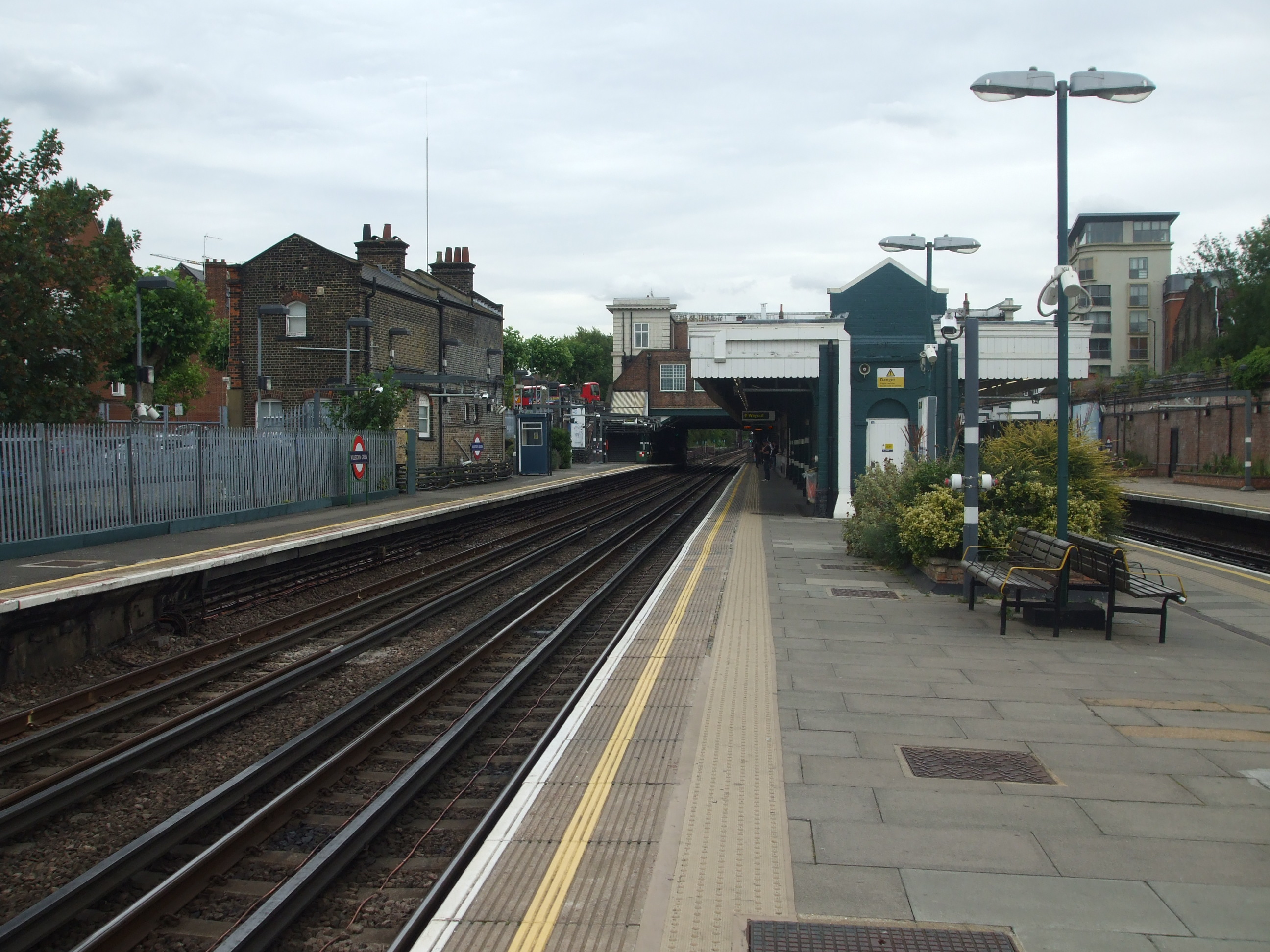
Plataforma da linha Jubilee em direção ao leste, olhando para o leste
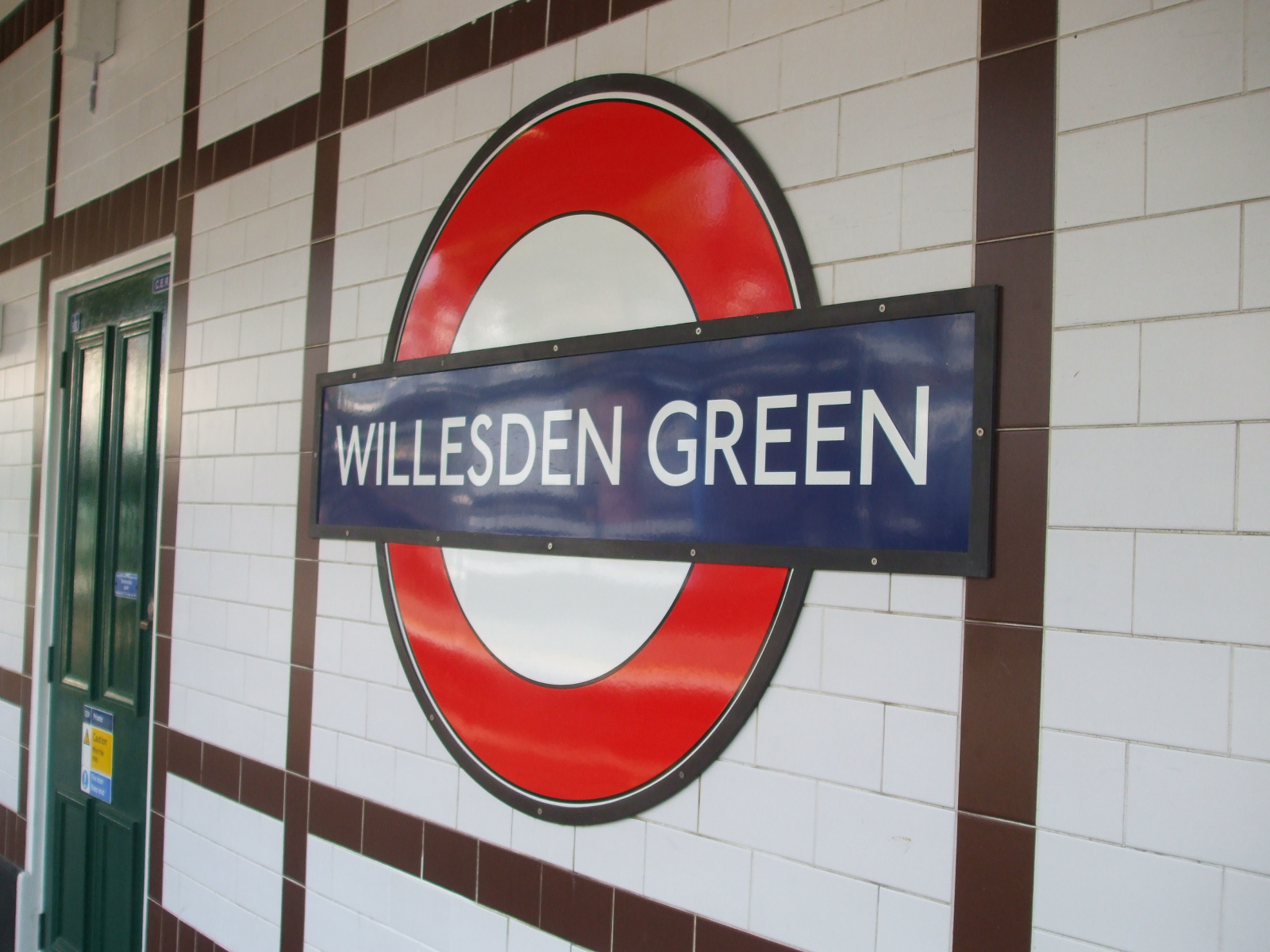
Roundel na plataforma
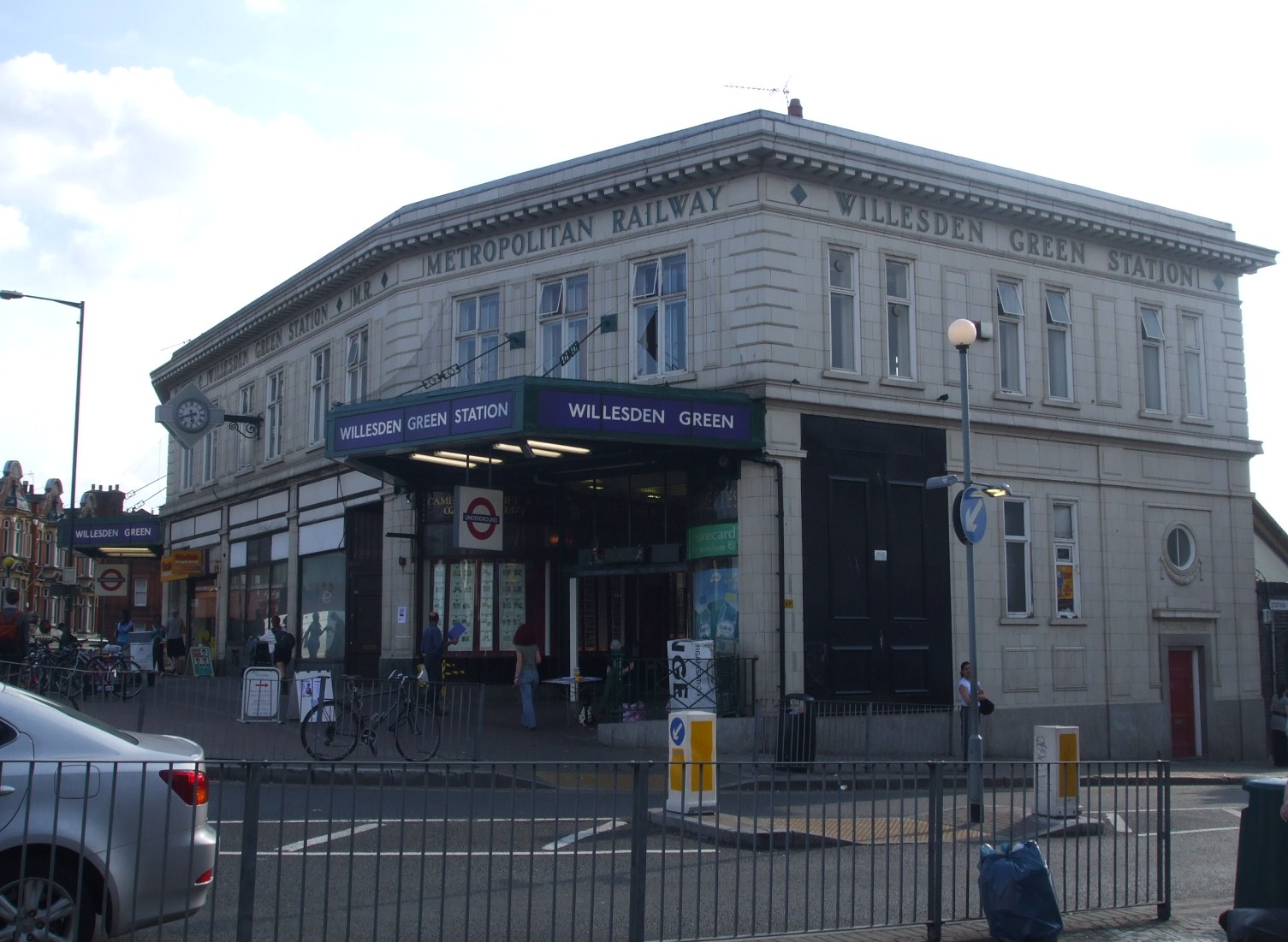
Edifício principal visto do norte
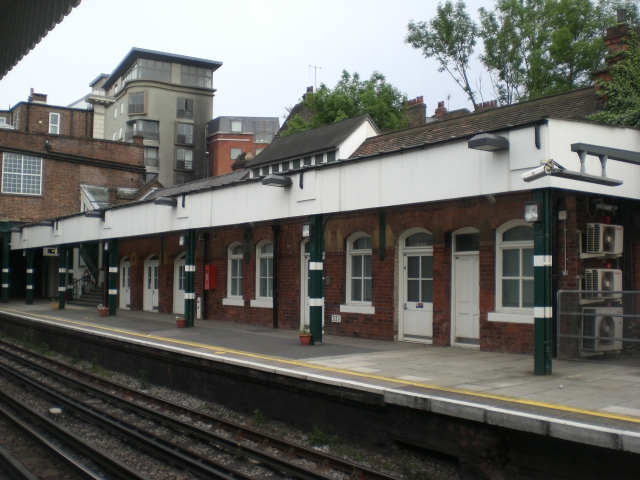
A plataforma do lado sul
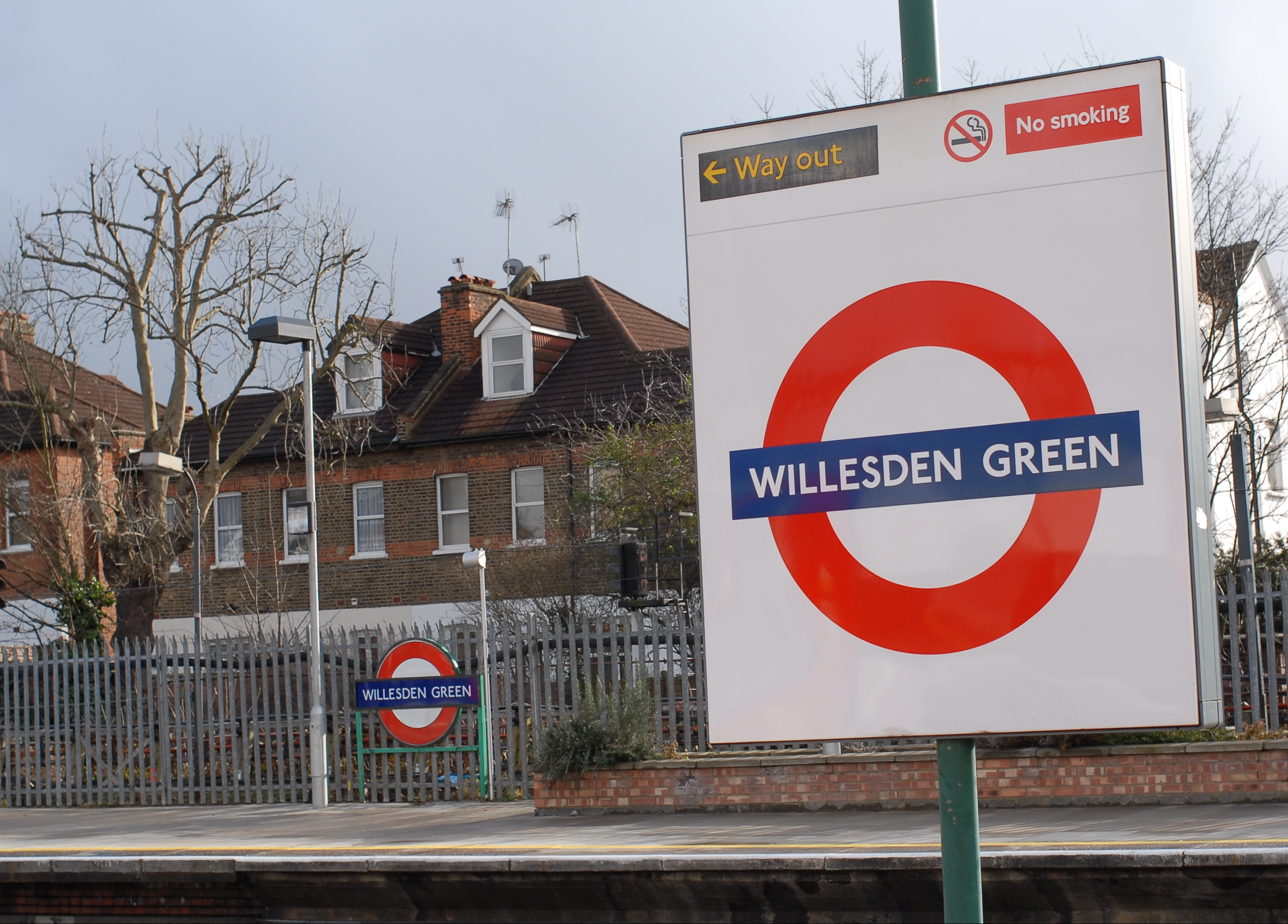
Estação de metrô Willesden Green
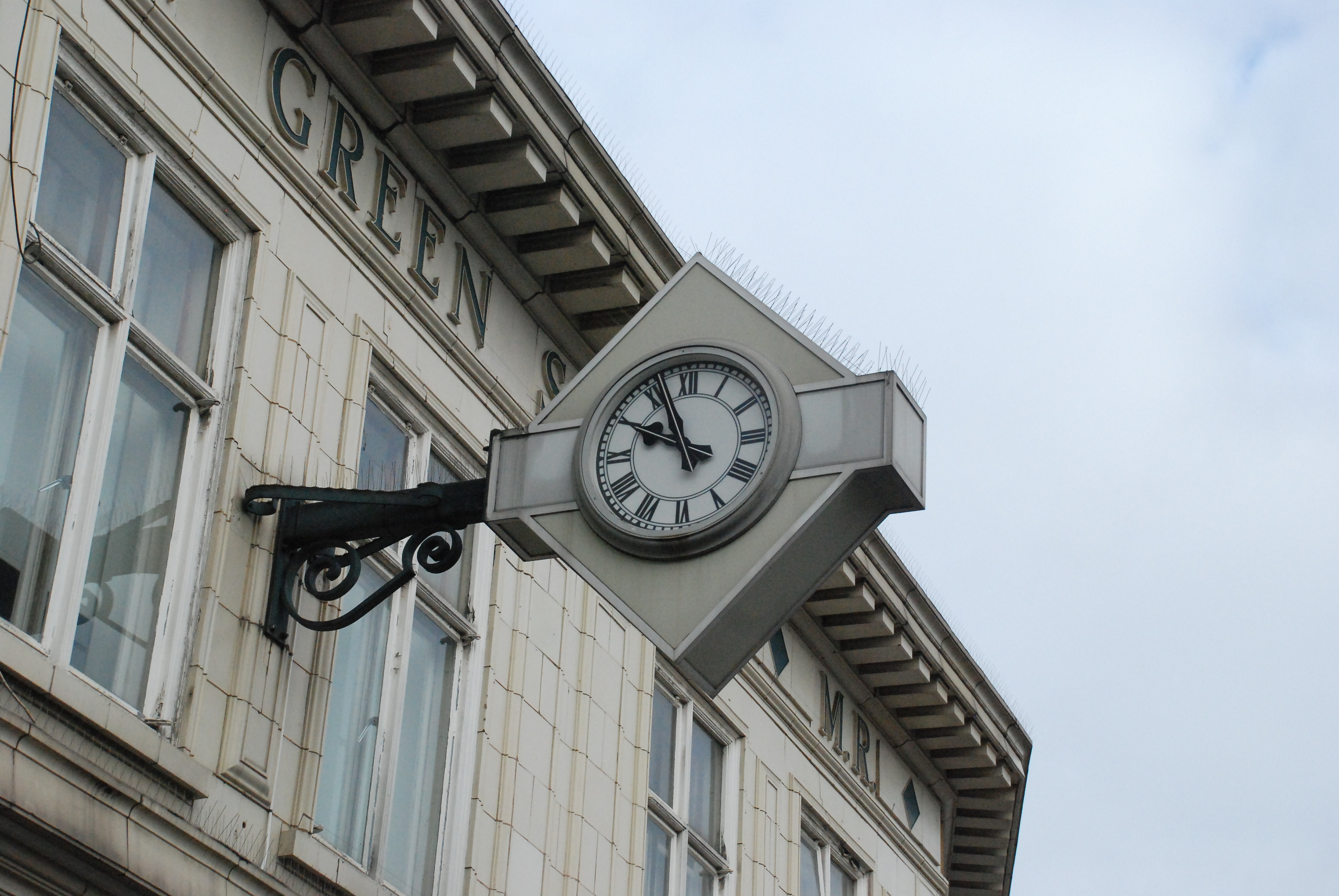
Willesden Green. Relógio da Metropolitan Railway.
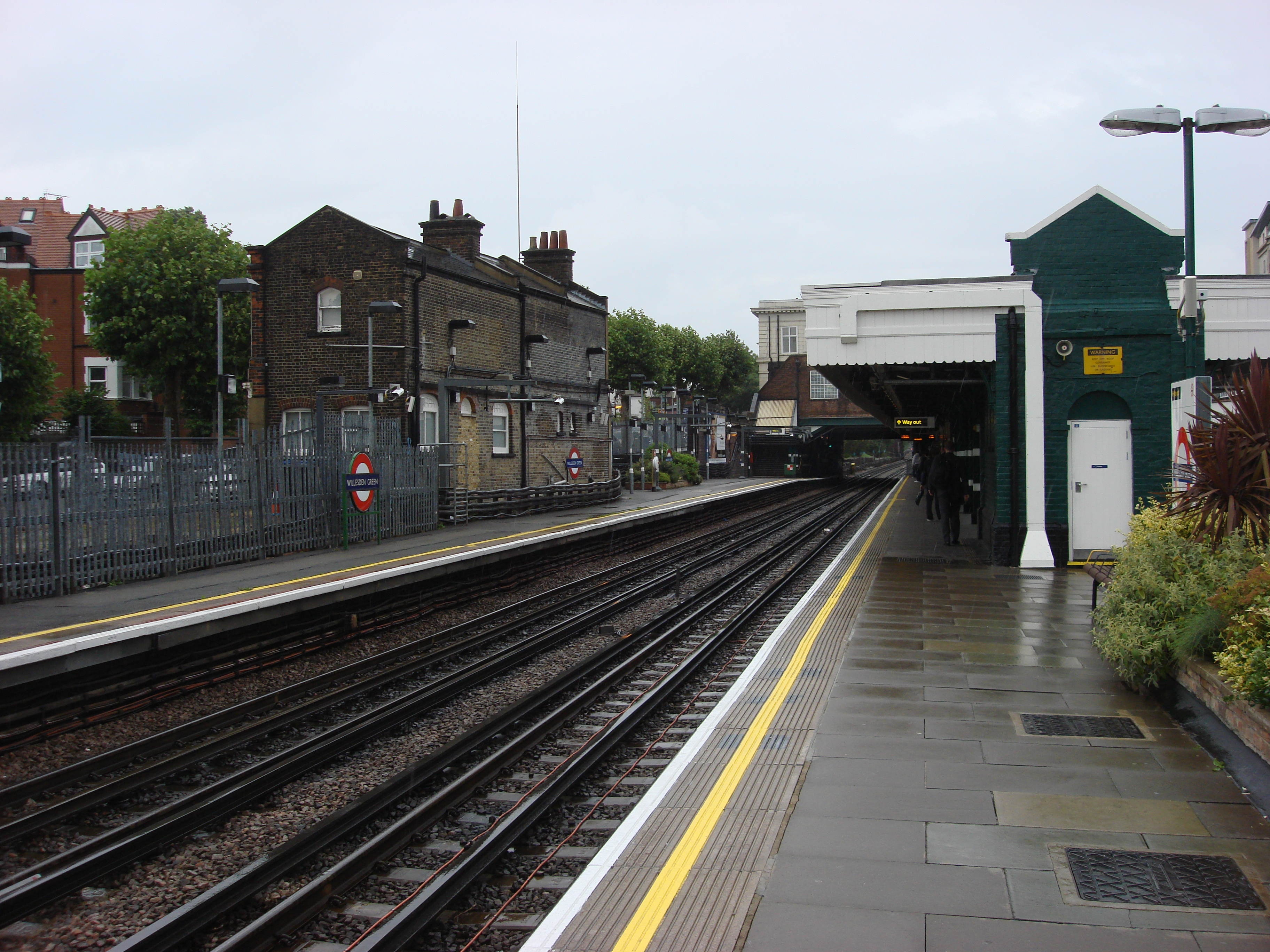
Plataforma
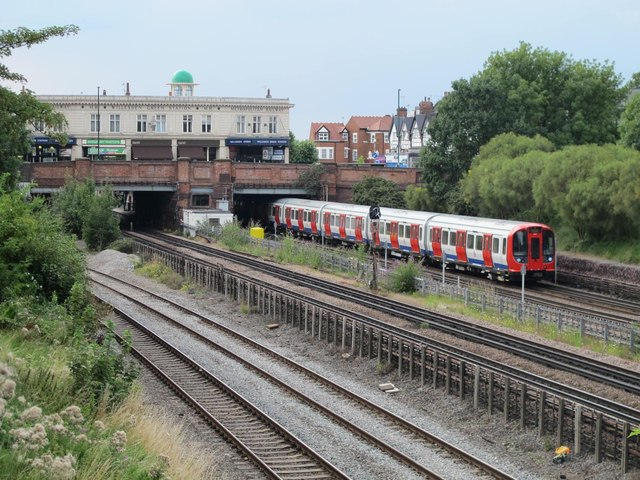
A estação vista do leste
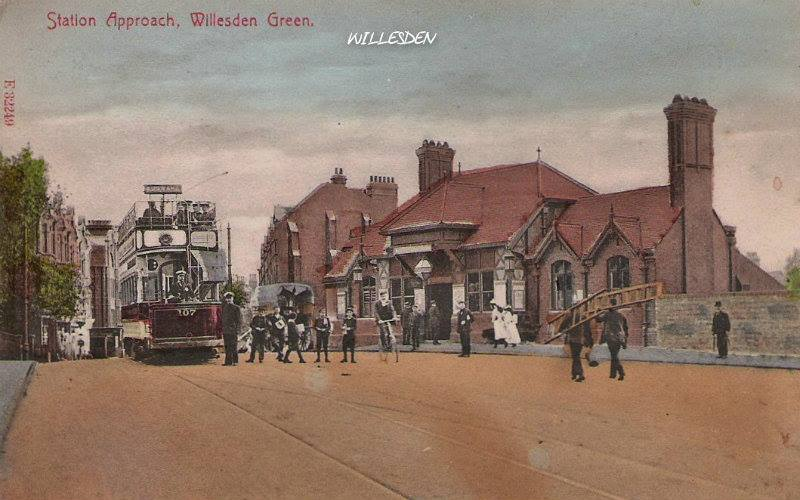
Estação Willesden Green original inaugurada em 1879